# Nanhai
Nanhai is een district in de Guangdongse stadsprefectuur Foshan in de Volksrepubliek China.

## Geschiedenis
Nanhai werd als nederzetting in 1271 gesticht door twee broers die de botten van hun vader verplaatsten. Ze vluchtten voor de Mongolen en gingen richting het zuiden. Op een bamboevlotje kwamen ze in een grote storm terecht en het vlotje zonk. De broers gingen aan land. Op de plaats waar het zinkende vlotje aan land kwam, is een tempeltje gebouwd. 

## Religie
De meeste inwoners van Nanhai zijn boeddhist. De verering van de bodhisattva Guanyin speelt een belangrijke rol in het dagelijkse leven de Nanhaise bevolking. Elk gezin heeft een altaar thuis. In Nanhai is een groot beeld van Guanyin in meditatiezithouding op een lotus gemaakt. Dit beeld wordt Nanhai Guanyin of Guanyin van Xiqiao genoemd. Nanhai staat bekend om haar Guanyincultuur.

## Taal
In Nanhai wordt hoofdzakelijk Kantonees als voertaal gebruikt. In sommige vissersdorpen wordt Hakkanees gesproken. Door de komst van vele arbeidsmigranten naar Nanhai die in de fabrieken werken is Standaardmandarijns een belangrijke taal geworden in Nanhai.

## Beroemdheden met Nanhai alsjiaxiang
- Kang Tongbi
- Kang Youwei
- Wong Fei Hung
- Yip Man
- Brigitte Kwan
- Leung Sing-Bor